# Koilkuntla
Koilkuntla, o també Koilakuntla, és un municipi del Districte de Kurnool a l'estat indi d'Andhra Pradesh. El municipi es localitza a: 15° 14′ 00″ N, 78° 19′ 00″ E / 15.2334°N,78.3167°E. La seva altitud és de 252 metres sobre el nivell del mar i es troba a 85 km. al sur de la ciutat de Kurnool.
El nom del municipi el podem trobar escrit en l'alfabet llatí de dues maneres diferents: Koilkuntla o Koilakuntla, això es deu a problemes de transcripció lingüística entre els sons de la llengua original: el telugu, que té el seu propi alfabet, i l'anglès que és la llengua en què es van transcriure els sons originals.